# Colle superiore delle Cime Bianche
Il Colle superiore delle Cime Bianche (Col supérieur des Cimes Blanches in francese) è un valico alpino situato a 2.980,6 m. s.l.m.., che unisce la Valtournenche con la Val d'Ayas nella regione Valle d'Aosta.

## Storia
Il Colle ha avuto un'importanza storica per gli scambi commerciali che avvenivano tra la Valle d'Aosta ed il Canton Vallese. Si discute se i Walser nel XIII secolo siano arrivati nella valle del Lys tramite il Colle del Lys oppure attraverso la strada più lunga, ma più facile del Colle del Teodulo, Colle superiore delle Cime Bianche e Colle Bettaforca.

## Descrizione
Dal punto di vista orografico il Colle separa il massiccio del Monte Rosa (a nord) dai contrafforti valdostani del Monte Rosa (a sud), culminanti nel Grand Tournalin.
A sud del Colle superiore delle Cime Bianche si trova anche il Colle inferiore delle Cime Bianche (fr., Col inférieur des Cimes Blanches), 2.894 m s.l.m. Il Colle superiore collega Ayas con la conca del Breuil; quello inferiore collega Ayas con Valtournenche.

### Accesso
Il Colle può essere raggiunto sia dalla Valtournenche, seguendo le piste da sci, che dalla Val d'Ayas con un itinerario escursionistico. In questo caso la salita inizia dall'abitato di Saint-Jacques, 1.689 m. l'ultimo centro abitato e carrabile della Valle. Il sentiero si alza subito ripidamente per superare il primo contrafforte. Poi si sviluppa salendo il lungo vallone delle Cime bianche (o vallon du Cortot), superando diversi alpeggi (La Ventinaz, La Vardaz, Le Mase) e, rimontando successivi gradoni, perviene al Grand Lac, un bacino naturale di origine glaciale ai piedi del Ghiacciaio di Ventina. Dal lago con un'ultima ripida salita si sbuca direttamente sul Colle. Il tempo complessivo di percorrenza di questo itinerario varia dalle 4 alle 4,30 ore. Il dislivello complessivo in salita è di 1.293 m. Dal Colle si può discendere in circa 15 minuti al Colle inferiore da dove si può raggiungere la Gran Sometta (3.166 m), cima assai panoramica.